# Sonda (obec)
Obec Sonda (estonsky Sonda vald) je bývalá samosprávná obec v estonském kraji Ida-Virumaa. V roce 2017 byla začleněna do obce Lüganuse.

## Sídla
Na území zrušené obce žije přibližně tisíc obyvatel, z toho přes polovinu v městečku Sonda, které je administrativním centrem obce. Dalšími sídly patřícími k obci jsou městečko Erra a osm vesnic (Erra-Liiva, Varinurme, Koljala, Nüri, Vainu, Uljaste, Satsu a Ilmaste).